# Saint-Vincent-sur-Oust
Saint-Vincent-sur-Oust é uma comuna francesa na região administrativa da Bretanha, no departamento Morbihan. Estende-se por uma área de 15,66 km². Em 2010 a comuna tinha 1 569 habitantes (densidade: 100,2 hab./km²).